# Giuseppe Sirianni

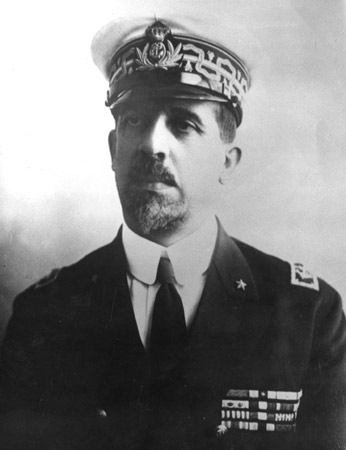
Giuseppe Sirianni

Giuseppe Sirianni (* 18. April 1874 in Genua; † 16. August 1955 in Pieve Ligure, Provinz Genua) war ein italienischer Seeoffizier und zuletzt Admiral (Ammiraglio d’armata) der Königlichen Marine (Regia Marina), der unter anderem im Kabinett Mussolini zwischen 1925 und 1929 erst Unterstaatssekretär im Marineministerium sowie daraufhin von 1929 bis 1933 Marineminister (Ministro della marina) war. Er war ferner von 1926 bis 1943 Mitglied des Senats (Senato del Regno).

## Leben
Giuseppe Sirianni, Sohn von Gaetano Sirianni und dessen Ehefrau Maria Merlana, begann am 19. Oktober 1888 eine Ausbildung zum Seeoffizier an der Marineakademie (Accademia Navale) in Livorno und wurde nach deren Abschluss in die Königliche Marine (Regia Marina) übernommen. In den folgenden Jahren folgten zahlreiche Verwendungen als Seeoffizier. Er nahm 1900 an der Niederschlagung des Boxeraufstandes (18. Oktober 1899 bis 7. September 1901) in China teil und wurde hierfür am 14. Februar 1901 zum Ritter des Militärordens von Savoyen ernannt. Nach weiteren Dienstposten nahm er am Italienisch-Türkischen Krieg (29. September 1911 bis 18. Oktober 1912) teil und wurde am 12. November 1911 zum Ritter des Ordens der Heiligen Mauritius und Lazarus sowie am 3. April 1913 auch zum Ritter des Ordens der Krone von Italien ernannt. Nach seiner Teilnahme am Ersten Weltkrieg wurde er am 17. Mai 1919 zum Offizier des Militärordens von Savoyen sowie am 14. Dezember 1919 zum Offizier des Ordens der Heiligen Mauritius und Lazarus ernannt.
Zu Beginn der Zwischenkriegszeit fungierte Sirianni zwischen dem 2. April und dem 1. Juni 1920 als Präsident des Marinegerichts (Tribunale della marina militare) auf der Marinebasis La Spezia. Er wurde am 26. September 1922 zum Offizier des Ordens der Krone von Italien sowie am 23. Dezember 1923 zum Kommandeur des Ordens der Heiligen Mauritius und Lazarus ernannt. Nachdem er vom 1. Dezember 1923 bis zum 3. März 1925 Kommandant der Marinetechnikschule (Scuola meccanici) in Venedig war, fungierte er zwischen dem 6. März und dem 9. Mai 1925 als Mitglied und Sekretär des Obersten Marinerates (Consiglio superiore di Marina). Am 26. März 1925 erfolgte seine Beförderung zum Konteradmiral (Contrammiraglio), woraufhin er am 14. Mai 1925 als Unterstaatssekretär im Marineministerium (Sottosegretario di Stato al Ministero della marina) in das Kabinett Mussolini berufen wurde und dieses Amt bis zum 12. September 1929 bekleidete. Am 11. Juni 1925 erfolgte erst seine Ernennung zum Großoffizier des Ordens der Heiligen Mauritius und Lazarus sowie am 15. November 1925 auch zum Kommandeur des Ordens der Krone von Italien.
Am 24. Mai 1925 wurde er zum Mitglied des Senats (Senato del Regno) ernannt und gehörte diesem bis zum 5. August 1943 an. Als Nachfolger von Ministerpräsident Benito Mussolini übernahm er am 12. September 1929 selbst den Posten des Marineministers (Ministro della marina) im Kabinett Mussolini und bekleidete diesen bis zum 6. November 1933, woraufhin Ministerpräsident Mussolini das Amt des Marineministers erneut selbst übernahm. Für seine Verdienste wurde ihm am 30. Dezember 1929 das Großkreuz des Ordens der Krone von Italien sowie zudem am 3. Januar 1932 auch das Großkreuz des Ordens der Heiligen Mauritius und Lazarus verliehen. Nach seinem Ausscheiden aus der Regierung war er im Senat zwischen dem 11. Dezember 1933 und dem 5. August 1943 mit kurzen Unterbrechungen Mitglied des Ausschusses für den Obersten Gerichtshof (Commissione per il giudizio dell’Alta Corte di Giustizia), vom 30. April 1934 bis zum 2. März 1939 Sekretär des Ausschusses zur Überprüfung der Qualifikation neuer Senatoren (Commissione per la verifica dei titoli dei nuovi senatori) sowie darüber hinaus zwischen dem 1. Mai 1934 und dem 5. August 1943 mit einer kurzen Unterbrechung auch Mitglied des Finanzausschusses (Commissione di finanze). 1934 wurde er zudem Präsident des Unternehmens Acciaierie di Cogne. Am 29. Januar 1940 wurde er schließlich zum Admiral (Ammiraglio d’armata) befördert.
Nach dem Zusammenbruch des italienischen Faschismus wurde gegen ihn beim Obersten Gerichtshof für Sanktionen gegen Faschismus ACGSF (Alta Corte di Giustizia per le Sanzioni contro il Fascismo) am 27. August 1945 ein Verfahren eingeleitet. Am 31. Januar 1946 erfolgte der Beschluss zur Ablehnung des Antrags auf Durchführung eines Verfahrens.

## Hintergrundliteratur
- R. Bernotti: Cinquant’anni nella Marina militare, Mailand 1971
- G. Giorgerini: Da Matapan al Golfo Persico. La Marina militare italiana dal fascismo alla Repubblica, Mailand 1989
- L. Fulvi u. a.: Le fanterie di Marina italiane, Rom 1998
- S. Minardi: Il disarmo navale italiano (1919–1936), Rom 1999
- C. Paoletti: La Marina italiana in Estremo Oriente 1866–2000, Rom 2000
- G. Giorgerini: La guerra italiana sul mare. La Marina tra vittoria e sconfitta. 1940–1943, Mailand 2001
- E. Pellegrini: Giuseppe Sirianni, ministro della Marina (1874–1955), Rom 2004
- S. J. Buchet / F. Poggi: Il contributo della Regia Marina nella guerra del 1911–1912 contro l’Impero Ottomano, Rom 2012
- P. Alberini / F. Prosperini: Uomini della Marina 1861–1946. Dizionario biografico, Rom 2015